# Curimata
Ne doit pas être confondu avec Curimatá.
Genre
Curimata est un genre de poissons téléostéens de la famille des Curimatidae et de l'ordre des Characiformes.

## Liste d'espèces
Selon FishBase (17 juin 2015):
- Curimata acutirostris Vari & Reis, 1995
- Curimata aspera Günther, 1868
- Curimata cerasina Vari, 1984
- Curimata cisandina (Allen, 1942)
- Curimata cyprinoides (Linnaeus, 1766)
- Curimata incompta Vari, 1984
- Curimata inornata Vari, 1989
- Curimata knerii Steindachner, 1876
- Curimata macrops Eigenmann & Eigenmann, 1889
- Curimata mivartii Steindachner, 1878
- Curimata ocellata Eigenmann & Eigenmann, 1889
- Curimata roseni Vari, 1989
- Curimata vittata (Kner, 1858)

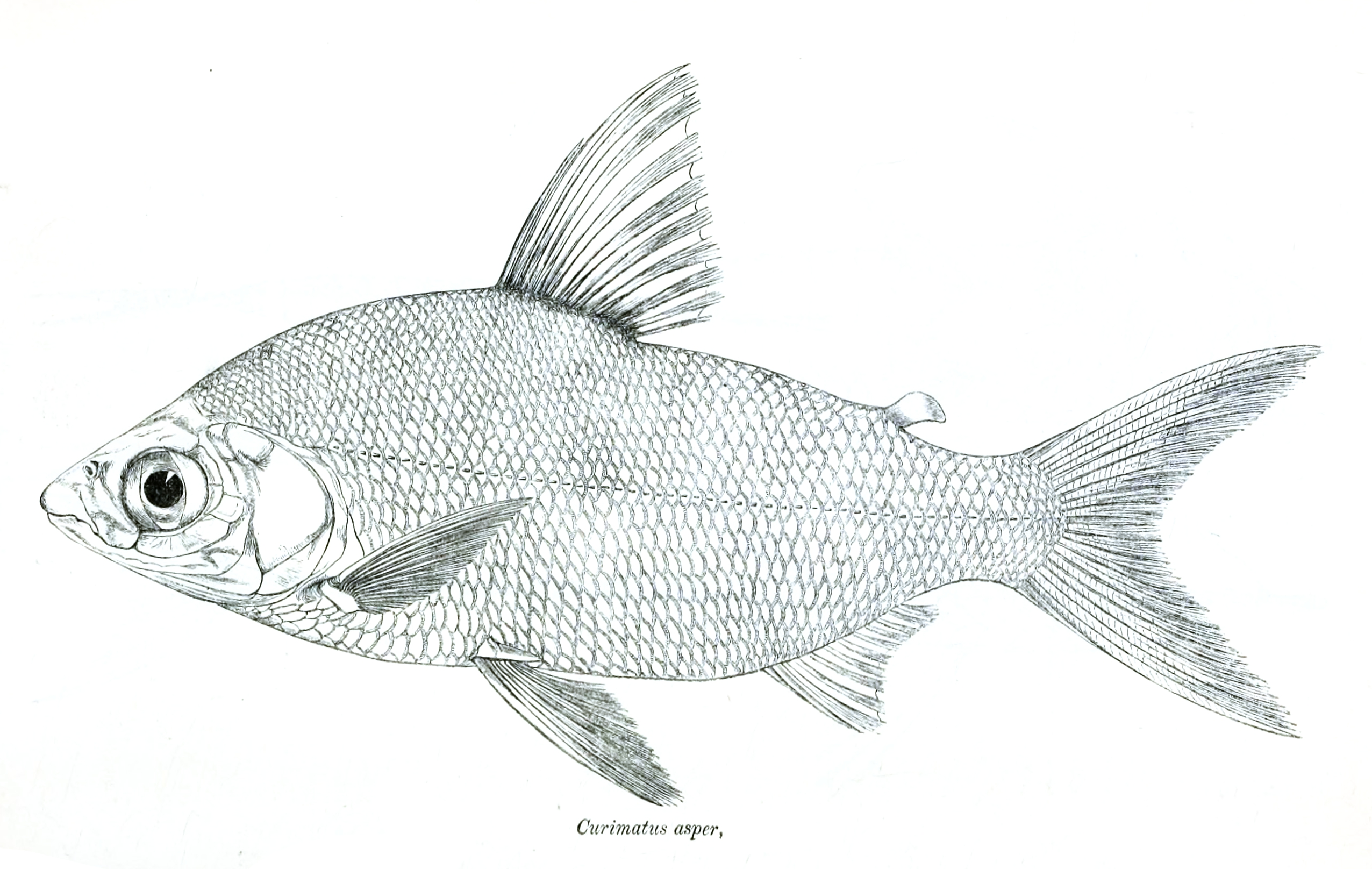
Curimata aspera